# راؤول لوبيز (لاعب كرة قدم)
راؤول لوبيز (بالإسبانية: Raúl López Gómez)‏ (و. 1993  م) هو لاعب كرة قدم، من المكسيك، ولد في سابوبان، خاليسكو، شارك في الألعاب الأولمبية الصيفية 2016، يلعب كلاعب وسط.

## روابط خارجية
- راؤول لوبيز على موقع الاتحاد الدولي (مؤرشف)  (الإنجليزية)
- راؤول لوبيز على موقع قاعدة بيانات كرة القدم.إي يو (الإنجليزية)
- راؤول لوبيز على موقع ناشيونال فوتبول تيمز (الإنجليزية)
- راؤول لوبيز على موقع Soccerway.com (الإنجليزية)
- راؤول لوبيز على موقع اللجنة الأولمبية الدولية (الإنجليزية)
- راؤول لوبيز على موقع أوليمبيديا (الإنجليزية)
- راؤول لوبيز على موقع AS.com (الإسبانية)